# Laura Siegemund
Laura Natalie Siegemund (Filderstadt, Németország, 1988. március 4. –) német hivatásos teniszezőnő, női párosban egyszeres, vegyes párosban kétszeres Grand Slam-tornagyőztes, párosban év végi világbajnok, olimpikon.
2006-ban kezdte profi karrierjét. Pályafutása során egyéniben kettő, párosban 16 WTA-tornagyőzelmet aratott, emellett egyesben tizennégy, párosban húsz ITF-tornagyőzelmet szerzett. Grand Slam-tornákon a legjobb eredménye egyéniben a 2020-as Roland Garroson és a 2025-ös wimbledoni teniszbajnokságon elért negyeddöntő, párosban a 2020-as US Openen az orosz Vera Zvonarjova párjaként megszerezte második Grand Slam-tornagyőzelmét. Az elsőt vegyes párosban aratta a 2016-os US Openen a horvát Mate Pavić párjaként, majd 2024-ben a Roland Garroson vegyes párosban a francia Édouard Roger-Vasselin oldalán megszerezte harmadik Grand Slam-trófeáját. Párosban az orosz Vera Zvonarjova párjaként a 2023-as WTA Finals torna megnyerésével év végi világbajnoki címet szerzett.
Legjobb világranglista helyezése egyéniben a 27. hely, amelyet 2016. augusztus 29-én ért el, párosban a 4. hely, amelyre 2024. január 29-én került.
A 2016-os riói olimpiai játékokon egyesben és párosban képviselte Németországot.

## Családja
Apja Harro Siegemund mérnök, anyja Brigitta. Egy lány és egy fiútestvre van, Satu és Arlen. Hároméves korában tanult meg teniszezni. Négy és hétéves kora között Szaúd-Arábiában, Rijádban, kilenc és tízéves kora között Indonéziában, Jakartában éltek. Németül, angolul és franciául beszél. Sportpályafutása befejezése után sportpszichológusként szeretne dolgozni. 2016-ban befejezte tanulmányait pszichológia szakon a Hageni Egyetemen.

## Pályafutása
Tizenkét éves korában német korosztályos bajnok lett, ugyanezen év decemberébenben megnyerte a Junior Orange Bowl torna 12 év alatti versenyét.
2002-ben indult először ITF-tornán. Első ITF-tornagyőzelmét párosban 2005-ben Darmstadtban, egyéniben 2006-ban Lagosban érte el. 2010-ben a Swedish Openen Båstadban került először WTA-torna főtáblájára. 2015-ben a 90. helyen került először a világranglista első 100 helyezettje közé. Ebben az évben Wimbledonban sikerült először kiharcolnia a kvalifikációból a főtáblára kerülést egy Grand Slam-tornán, és három páros WTA-tornagyőzelemmel zárta az évet.
2016. áprilisban három Top10-es játékost (Simona Halep, Roberta Vinci, Agnieszka Radwańska legyőzve jutott a stuttgarti premier kategóriás torna döntőjébe. Júliusban szerezte meg első egyéni WTA-tornagyőzelmét a Swedish Openen Båstadban, ott, ahol először jutott WTA-torna főtáblájára. Augusztus 22-én a 28. helyen bejutott a világranglista első 30 versenyzője közé.

## Grand Slam-döntői

### Női páros

#### Győzelmei (1)
| Év   | Bajnokság | Borítás | Partner         | Ellenfél                    | Eredmény |
| ---- | --------- | ------- | --------------- | --------------------------- | -------- |
| 2020 | US Open   | Kemény  | Vera Zvonarjova | Nicole Melichar Hszü Ji-fan | 6–4, 6–4 |

#### Elveszített döntői (1)
| Év   | Bajnokság | Borítás | Partner         | Ellenfél                          | Eredmény    |
| ---- | --------- | ------- | --------------- | --------------------------------- | ----------- |
| 2023 | US Open   | Kemény  | Vera Zvonarjova | Gabriela Dabrowski Erin Routliffe | 6–7(9), 3–6 |

### Vegyes páros

#### Győzelmei (1)
| Év   | Bajnokság | Borítás | Partner    | Ellenfél                   | Eredmény |
| ---- | --------- | ------- | ---------- | -------------------------- | -------- |
| 2016 | US Open   | Kemény  | Mate Pavić | Rajeev Ram Coco Vandeweghe | 6–4, 6–4 |

## WTA döntői

### Egyéni

#### Győzelmei (2)
| Összesítés            |                              |
| Grand Slam-torna (0)  |                              |
| Premier Mandatory (0) | WTA 1000 (kötelező)* (0)     |
| Premier Five (0)      | WTA 1000 (nem kötelező)* (0) |
| Premier (1)           | WTA 500* (0)                 |
| International (1)     | WTA 250* (0)                 |

| Borításonként |
| ------------- |
| Kemény (0–0)  |
| Salak (2–2)   |
| Fű (0–0)      |

| No. | Dátum             | Torna                                             | Borítás   | Ellenfél            | Eredmény         | Megj. |
| --- | ----------------- | ------------------------------------------------- | --------- | ------------------- | ---------------- | ----- |
| 1.  | 2016. július 24.  | Swedish Open, Båstad, Svédország                  | Salak     | Kateřina Siniaková  | 7–5, 6–1         |       |
| 2.  | 2017. április 30. | Porsche Tennis Grand Prix, Stuttgart, Németország | Salak (f) | Kristina Mladenovic | 6–1, 2–6, 7–6(5) |       |

#### Elveszített döntői (3)
| No. | Dátum                | Torna                                             | Borítás   | Ellenfél         | Eredmény | Megj. |
| --- | -------------------- | ------------------------------------------------- | --------- | ---------------- | -------- | ----- |
| 1.  | 2016. április 24.    | Porsche Tennis Grand Prix, Stuttgart, Németország | Salak (f) | Angelique Kerber | 4–6, 0–6 |       |
| 2.  | 2023. július 30.     | WTA Poland Open, Varsó, Lengyelország             | Salak     | Iga Świątek      | 0–6, 1–6 |       |
| 3.  | 2024. szeptember 22. | Thailan Open-2, Huahin, Thaiföld                  | Kemény    | Rebecca Šramková | 4–6, 4–6 |       |

### Páros

#### Győzelmei (16)
| Összesítés            |                              |
| Grand Slam-torna (1)  |                              |
| Premier Mandatory (0) | WTA 1000 (kötelező)* (1)     |
| Premier Five (0)      | WTA 1000 (nem kötelező)* (0) |
| Premier (1)           | WTA 500* (1)                 |
| International (4)     | WTA 250* (7)                 |
| WTA Finals (1)        |                              |

| Borításonként |
| ------------- |
| Kemény (13–4) |
| Salak (1–2)   |
| Fű (2–1)      |

| No. | Dátum                | Torna                                         | Borítás    | Partner             | Ellenfél                                       | Eredmény         |           |
| --- | -------------------- | --------------------------------------------- | ---------- | ------------------- | ---------------------------------------------- | ---------------- | --------- |
| 1.  | 2015. június 8.      | Topshelf Open, Rosmalen, Hollandia            | Fű         | Asia Muhammad       | Jelena Janković Anasztaszija Pavljucsenkova    | 6–3, 7–5         |           |
| 2.  | 2015. július 27.     | Brasil Tennis Cup, Florianópolis, Brazília    | Salak      | Annika Beck         | María Irigoyen Paula Kania                     | 6–3, 7–6(1)      |           |
| 3.  | 2015. október 19.    | BGL Luxembourg Open, Kockelscheuer, Luxemburg | Kemény (f) | Mona Barthel        | Anabel Medina Garrigues Arantxa Parra Santonja | 6–2, 7–6(2)      |           |
| 4.  | 2018. október 19.    | Kreml Kupa, Moszkva, Oroszország              | Kemény (f) | Alekszandra Panova  | Darija Jurak Raluca Olaru                      | 6–2, 7–6(2)      |           |
| 5.  | 2019. szeptember 21. | Guangzhou Open, Kanton, Kína                  | Kemény     | Peng Suaj           | Alexa Guarachi Giuliana Olmos                  | 6–2, 6–1         |           |
| 6.  | 2020. szeptember 11. | 2020-as US Open, New York, USA                | Kemény     | Vera Zvonarjova     | Nicole Melichar Hszü Ji-fan                    | 6–4, 6–4         |           |
| 7.  | 2022. március 6.     | Lyon Open, Lyon, Franciaország                | Kemény     | Vera Zvonarjova     | Alicia Barnett Olivia Nicholls                 | 7–5, 6–1         |           |
| 8.  | 2022. április 3.     | Miami Open, Miami, Egyesült Államok           | Kemény     | Vera Zvonarjova     | Veronyika Kugyermetova Elise Mertens           | 7–6(3), 7–5      |           |
| 9.  | 2022. október 16.    | Transylvania Open, Kolozsvár                  | Kemény (f) | Kirsten Flipkens    | Kamilla Rahimova Jana Szizikova                | 6–3, 7–5         |           |
| 10. | 2023. január 14.     | Hobart International, Hobart                  | Kemény     | Kirsten Flipkens    | Viktorija Golubic Udvardy Panna                | 6–4, 7–5         |           |
| 11. | 2023. augusztus 6.   | Washington Open, Washington                   | Kemény     | Vera Zvonarjova     | Alexa Guarachi Monica Niculescu                | 6–4, 6–4         |           |
| 12. | 2023. október 1.     | Ningbo Open, Ningpo                           | Kemény     | Vera Zvonarjova     | Kuo Han-jü Csiang Hszin-jü                     | 4–6, 6–3, [10–5] |           |
| 13. | 2023. október 22.    | Jiangxi Open, Nancsang                        | Kemény     | Vera Zvonarjova     | Hozumi Eri Ninomija Makoto                     | 6–4, 6–2         |           |
| 14. | 2023. november 5.    | WTA Finals, Cancún                            | Kemény     | Vera Zvonarjova     | Nicole Melichar-Martinez Ellen Perez           | 6–4, 6–4         | részletek |
| 15. | 2024. október 20.    | Japan Women's Open, Oszaka                    | Kemény     | Sibahara Ena        | Cristina Bucșa Monica Niculescu                | 3–6, 6–2, [10–2] |           |
| 16. | 2025. június 22.     | Nottingham Open, Nottingham                   | Fű         | Beatriz Haddad Maia | Anna Danilina Sibahara Ena                     | 6–3, 6–2         |           |

#### Elveszített döntői (9)
| No. | Dátum                | Torna                                                      | Borítás    | Partner                  | Ellenfél                                       | Eredmény            |
| --- | -------------------- | ---------------------------------------------------------- | ---------- | ------------------------ | ---------------------------------------------- | ------------------- |
| 1.  | 2015. április 27.    | Marrakech Grand Prix, Marrákes, Marokkó                    | Salak      | Marina Zanyevszka        | Babos Tímea Kristina Mladenovic                | 1–6, 6–7(5)         |
| 2.  | 2016. június 19.     | Mallorca Open, Mallorca, Spanyolország                     | Fű         | Anna-Lena Friedsam       | Gabriela Dabrowski María José Martínez Sánchez | 4–6, 2–6            |
| 3.  | 2018. augusztus 25.  | Connecticut Open, New Haven, Amerikai Egyesült Államok     | Kemény     | Hszie Su-vej             | Andrea Sestini Hlaváčková Barbora Strýcová     | 4–6, 7–6(7), [4–10] |
| 4.  | 2022. október 2.     | Tallinn Open, Tallinn, Észtország                          | Kemény (f) | Nicole Melichar-Martinez | Ljudmila Kicsenok Nagyija Kicsenok             | 5–7, 6–4, [7–10]    |
| 5.  | 2023. március 19.    | Indian Wells Open, Indian Wells, Amerikai Egyesült Államok | Kemény     | Beatriz Haddad Maia      | Barbora Krejčíková Kateřina Siniaková          | 1–6, 7–6(3), [7–10] |
| 6.  | 2023. szeptember 10. | 2023-as US Open, New York, USA                             | Kemény     | Vera Zvonarjova          | Gabriela Dabrowski Erin Routliffe              | 6–7(9), 3–6         |
| 7.  | 2024. május 5.       | Madrid Open, Madrid, Spanyolország                         | Salak      | Barbora Krejčíková       | Cristina Bucșa Sara Sorribes Tormo             | 0–6, 2–6            |
| 8.  | 2024. október 27.    | Pan Pacific Open, Tokió, Japán                             | Kemény     | Sibahara Ena             | Aojama Súko Hozumi Eri                         | 4–6, 6–7(3)         |
| 9.  | 2025. január 11.     | Adelaide International, Adelaide, Ausztrália               | Kemény     | Beatriz Haddad Maia      | Kuo Han-jü Alekszandra Panova                  | 5–7, 4–6            |

## ITF döntői (34–26)

### Egyéni (14–14)
| Díjazás                    |
| -------------------------- |
| $100,000 torna (1–0)       |
| $75,000/80,000 torna (0–0) |
| $50,000/60,000 torna (1–5) |
| $25,000 torna (9–7)        |
| $15,000 torna (0–0)        |
| $10,000 torna (3–2)        |

| Borításonként |
| ------------- |
| Kemény (0–4)  |
| Salak (14–10) |
| Fű (0–0)      |
| Szőnyeg (0–0) |

| Eredmény | No. | Dátum                | Torna                                           | Borítás    | Ellenfél                  | Eredmény         |
| -------- | --- | -------------------- | ----------------------------------------------- | ---------- | ------------------------- | ---------------- |
| Döntős   | 1.  | 2006. október 9.     | Lagos, Nigéria                                  | Kemény     | Magdalena Kiszczyńska     | 4–6, 2–6         |
| Győztes  | 1.  | 2006. november 6.    | Mallorca, Spanyolország                         | Salak      | Gracia Radovanovic        | 6–4, 6–1         |
| Döntős   | 2.  | 2007. november 5.    | Jounieh, Libanon                                | Salak      | Marija Koritceva          | 1–6, 3–6         |
| Döntős   | 3.  | 2009. április 6.     | Jackson, Egyesült Államok                       | Salak      | Juliana Fedak             | 2–6, 1–6         |
| Döntős   | 4.  | 2009. május 4.       | Indian Harbour Beach, Florida, Egyesült Államok | Salak      | Melanie Oudin             | 5–7, 7–5, 2–6    |
| Döntős   | 5.  | 2010. április 26.    | Charlottesville, Egyesült Államok               | Salak      | Michaëlla Krajicek        | 2–6, 4–6         |
| Győztes  | 2.  | 2011. január 17.     | Lutz, Florida, Egyesült Államok                 | Salak      | Jessica Pegula            | 6–7(4), 6–1, 6–2 |
| Döntős   | 6.  | 2012. április 30.    | Wiesbaden, Németország                          | Salak      | Anna Danilina             | 6–7(2), 6–7(4)   |
| Győztes  | 3.  | 2012. július 16.     | Darmstadt, Németország                          | Salak      | Anna Karolína Schmiedlová | 7–6(7), 6–3      |
| Győztes  | 4.  | 2012. július 23.     | Horb am Neckar, Németország                     | Salak      | Gaia Sanesi               | 6–3, 6–0         |
| Győztes  | 5.  | 2012. augusztus 13.  | Ratingen, Németország                           | Salak      | Caitlin Whoriskey         | 6–2, 6–1         |
| Döntős   | 7.  | 2013. január 14.     | Stuttgart, Németország                          | Kemény (f) | Julia Kimmelmann          | 4–6, 3–6         |
| Győztes  | 6.  | 2013. április 1.     | Jackson, Egyesült Államok                       | Salak      | Florencia Molinero        | 6–4, 6–0         |
| Győztes  | 7.  | 2013. június 17.     | Lenzerheide, Svájc                              | Salak      | Beatriz Haddad Maia       | 6–2, 6–3         |
| Győztes  | 8.  | 2013. június 24.     | Stuttgart, Németország                          | Salak      | Viktorija Golubic         | 6–3, 3–6, 7–6(4) |
| Győztes  | 9.  | 2014. január 6.      | Vero Beach, Florida, Egyesült Államok           | Salak      | Gabriela Dabrowski        | 6–3, 7–6(10)     |
| Győztes  | 10. | 2014. április 7.     | Pelham, Alabama, Egyesült Államok               | Salak      | Julija Putyinceva         | 6–1, 6–4         |
| Döntős   | 8.  | 2014. augusztus 4.   | Hechingen, Németország                          | Salak      | Carina Witthöft           | 6–4, 4–6, 3–6    |
| Döntős   | 9.  | 2014. november 3.    | Sarm es-Sejk, Egyiptom                          | Kemény     | Jevgenyija Rogyina        | 2–6, 2–6         |
| Döntős   | 10. | 2014. november 10.   | Sarm es-Sejk, Egyiptom                          | Kemény     | Jevgenyija Rogyina        | 7–5, 3–6, 2–6    |
| Döntős   | 11. | 2015. április 13.    | Pelham, Alabama, Egyesült Államok               | Salak      | Anhelina Kalinyina        | 3–6, 5–7         |
| Győztes  | 11. | 2015. szeptember 7.  | Biarritz, Franciaország                         | Salak      | Romina Oprandi            | 7–5, 6–3         |
| Döntős   | 12. | 2015. szeptember 14. | Saint-Malo, Franciaország                       | Salak      | Darja Kaszatkina          | 5–7, 6–7(4)      |
| Döntős   | 13. | 2018. július         | Versmold, Németország                           | Salak      | Olga Danilović            | 7–5, 1–6, 3–6    |
| Győztes  | 12. | 2018. augusztus      | Bad Saulgau, Németország                        | Salak      | Alexandra Cadanțu         | 6–4, 6–2         |
| Döntős   | 14. | 2018. augusztus      | Hechingen, Németország                          | Salak      | Ekaterine Gorgodze        | 2–6, 1–6         |
| Győztes  | 13. | 2022. június 5.      | Annenheim, Ausztria                             | Salak      | Lena Papadakis            | 6–3, 6–2         |
| Győztes  | 14. | 2022. június 12.     | Pörtschach am Wörther See, Ausztria             | Salak      | Viktória Kužmová          | 6–2, 6–2         |

### Páros (20–12)
| Díjazás              |
| -------------------- |
| $100,000 torna (0–0) |
| $75,000 torna (0–0)  |
| $50,000 torna (2–4)  |
| $25,000 torna (14–6) |
| $15,000 torna (0–0)  |
| $10,000 torna (4–2)  |

| Borításonként |
| ------------- |
| Kemény (7–3)  |
| Salak (13–8)  |
| Fű (0–0)      |
| Szőnyeg (0–1) |

| Eredmény | No. | Dátum               | Torna                                       | Borítás     | Partner                 | Ellenfél                               | Eredmény               |
| -------- | --- | ------------------- | ------------------------------------------- | ----------- | ----------------------- | -------------------------------------- | ---------------------- |
| Győztes  | 1.  | 2005. július 4.     | Darmstadt, Németország                      | Salak       | Vanessa Henke           | Vaszilisza Bargyina Jaroszlava Svedova | 6–4, 6–2               |
| Döntős   | 1.  | 2005. július 11.    | Garching bei München, Németország           | Salak       | Lenka Dlhopolcová       | Zuzana Hejdová Eva-Maria Hoch          | 6–4, 4–6, 3–6          |
| Győztes  | 2.  | 2006. július 24.    | Les Contamines-Montjoie, Franciaország      | Kemény      | Catarina Ferreira       | Christina Horiatopoulos Caroline Maes  | 6–4, 2–6, 7–5          |
| Győztes  | 3.  | 2006. augusztus 14. | Wahlstedt, Németország                      | Salak       | Julia Görges            | Raluca Ciulei Neda Kozić               | 6–1, 6–3               |
| Győztes  | 4.  | 2006. október 9.    | Lagos, Nigéria                              | Kemény      | Magda Mihalache         | Lisa Sabino Montinee Tangphong         | 6–3, 6–3               |
| Döntős   | 2.  | 2006. november 13.  | Mallorca, Spanyolország                     | Salak       | Anja Prislan            | Nuria Sánchez García Neuza Silva       | 3–6, 1–6               |
| Győztes  | 5.  | 2007. június 11.    | Lenzerheide, Svájc                          | Salak       | Eva-Maria Hoch          | Amra Sadiković Paola Sprovieri         | 6–4, 6–3               |
| Döntős   | 3.  | 2007. augusztus 20. | Maribor, Szlovénia                          | Salak       | Ana Jovanović           | Darija Jurak Michaela Paštiková        | 6–1, 4–6, 1–6          |
| Győztes  | 6.  | 2008. június 30.    | Stuttgart, Németország                      | Salak       | Kristina Barrois        | Marosi Katalin Marina Tavares          | 6–3, 6–4               |
| Döntős   | 4.  | 2008. október 6.    | Jounieh, Libanon                            | Salak       | Carmen Klaschka         | Chayenne Ewijk Nasztasszja Jakimava    | 5–7, 5–7               |
| Döntős   | 5.  | 2008. november 3.   | Ismaning, Németország                       | Szőnyeg (f) | Julia Görges            | Okszana Ljubcova Kszenyija Pervak      | 2–6, 6–4, [7–10]       |
| Győztes  | 7.  | 2008. november 17.  | Kolkata, India                              | Kemény      | Szatmári Ágnes          | Lu Csing-csing Szun Seng-nan           | 7–5, 6–3               |
| Győztes  | 8.  | 24 November 2008    | Saint-Denis, Réunion , Franciaország        | Kemény      | Carmen Klaschka         | Surina De Beer Tamaryn Hendler         | 6–3, 6–1               |
| Döntős   | 6.  | 2009. január 26.    | Laguna Niguel, Kalifornia, Egyesült Államok | Kemény      | Megan Moulton-Levy      | Vanessa Henke Darija Jurak             | 6–4, 3–6, [8–10]       |
| Döntős   | 7.  | 2009. március 16.   | Kairó, Egyiptom                             | Salak       | Megan Moulton-Levy      | Kapros Anikó Marosi Katalin            | 5–7, 3–6               |
| Győztes  | 9.  | 2009. június 15.    | Montpellier, Franciaország                  | Salak       | Julija Bejhelzimer      | Stefania Boffa Story Tweedie-Yates     | 6–4, 6–1               |
| Győztes  | 10. | 2009. június 29.    | Stuttgart, Németország                      | Salak       | Marosi Katalin          | Leonie Mekel Kathrin Wörle             | 7–6(2), 6–7(6), [10–4] |
| Győztes  | 11. | 2010. február 8.    | Laguna Niguel, Kalifornia, Egyesült Államok | Kemény      | Anasztaszija Pivovarova | Amanda Fink Elizabeth Lumpkin          | 6–2, 6–3               |
| Döntős   | 8.  | 2010. március 8.    | Clearwater, Florida, Egyesült Államok       | Kemény      | Alina Zsidkova          | Hszü Ji-fan Csou Ji-miao               | 4–6, 4–6               |
| Győztes  | 12. | 2010. május 31.     | Brno, Csehország                            | Salak       | Carmen Klaschka         | Darja Kusztava Leszja Curenko          | w/o                    |
| Győztes  | 13. | 2010. június 14.    | Montpellier, Franciaország                  | Salak       | Lu Csing-csing          | Amandine Hesse Ljudmila Kicsenok       | 6–4, 6–2               |
| Döntős   | 9.  | 2010. június 21.    | Getxo, Spanyolország                        | Salak       | Lu Csing-csing          | Sandra Klemenschits Andreja Klepač     | 0–6, 0–6               |
| Győztes  | 14. | 2010. július 12.    | Darmstadt, Németország                      | Salak       | Vitalija Gyjacsenko     | Irina-Camelia Begu Erika Sema          | 4–6, 6–1, [10–4]       |
| Döntős   | 10. | 2010. október 11.   | Troy, Alabama, Egyesült Államok             | Kemény      | Alina Zsidkova          | Madison Brengle Asia Muhammad          | 2–6, 4–6               |
| Döntős   | 11. | 2011. augusztus 1.  | Hechingen, Németország                      | Salak       | Korina Perkovic         | Sandra Klemenschits Tatjana Malek      | 6–4, 2–6, [7–10]       |
| Győztes  | 15. | 2012. április 30.   | Wiesbaden, Németország                      | Salak       | Caitlin Whoriskey       | Alexandra Romanova Sylwia Zagórska     | 6–0, 6–0               |
| Győztes  | 16. | 2013. február 11.   | Leimen, Németország                         | Kemény (f)  | Carolin Daniels         | Antonia Lottner Darja Szalnyikova      | 6–1, 6–4               |
| Győztes  | 17. | 2013. június 24.    | Stuttgart, Németország                      | Salak       | Kristina Barrois        | Stephanie Vogt Sandra Zaniewska        | 7–6(1), 6–4            |
| Győztes  | 18. | 2014. június 23.    | Stuttgart, Németország                      | Salak       | Viktorija Golubic       | Lesley Kerkhove Arantxa Rus            | 6–3, 6–3               |
| Győztes  | 19. | 2014. november 3.   | Sarm es-Sejk, Egyiptom                      | Kemény      | Antonia Lottner         | Olga Jurijvna Jancsuk Nastja Kolar     | 6–1, 6–1               |
| Győztes  | 20. | 2015. június 1.     | Brescia, Olaszország                        | Salak       | Renata Voráčová         | María Irigoyen Stephanie Vogt          | 6–2, 6–1               |
| Döntős   | 12. | 2015. június 15.    | Montpellier, Franciaország                  | Salak       | Renata Voráčová         | María Irigoyen Barbora Krejčíková      | 4–6, 2–6               |

## Eredményei Grand Slam-tornákon

### Egyéniben
| Grand Slam | Australian Open | Australian Open   | Roland Garros  | Roland Garros    | Wimbledon      | Wimbledon        | US Open        | US Open         |
| Év         | Eredmény        | Utolsó ellenfél   | Eredmény       | Utolsó ellenfél  | Eredmény       | Utolsó ellenfél  | Eredmény       | Utolsó ellenfél |
| 2009       | –               | –                 | –              | –                | –              | –                | Selejtező (Q1) | Selejtező (Q1)  |
| 2010       | –               | –                 | –              | –                | –              | –                | –              | –               |
| 2011       | –               | –                 | Selejtező (Q2) | Selejtező (Q2)   | Selejtező (Q1) | Selejtező (Q1)   | Selejtező (Q1) | Selejtező (Q1)  |
| 2012       | –               | –                 | –              | –                | –              | –                | –              | –               |
| 2013       | –               | –                 | –              | –                | –              | –                | Selejtező (Q2) | Selejtező (Q2)  |
| 2014       | –               | –                 | Selejtező (Q3) | Selejtező (Q3)   | Selejtező (Q2) | Selejtező (Q2)   | Selejtező (Q3) | Selejtező (Q3)  |
| 2015       | Selejtező (Q3)  | Selejtező (Q3)    | Selejtező (Q2) | Selejtező (Q2)   | 1. kör         | Sz Kuznyecova    | 1. kör         | Petra Kvitová   |
| 2016       | 3. kör          | Annika Beck       | 1. kör         | Eugenie Bouchard | 1. kör         | Madison Keys     | 3. kör         | Venus Williams  |
| 2017       | 1. kör          | Jelena Janković   | –              | –                | –              | –                | –              | –               |
| 2018       | –               | –                 | 1. kör         | Coco Vandeweghe  | –              | –                | 1. kör         | Ószaka Naomi    |
| 2019       | 2. kör          | Hszie Su-vej      | 2. kör         | Belinda Bencic   | 2. kör         | Barbora Strýcová | 2. kör         | Sofia Kenin     |
| 2020       | 2. kör          | Karolína Plíšková | Negyeddöntő    | Petra Kvitová    | elmaradt       | elmaradt         | 1. kör         | Elise Mertens   |
| 2021       | 1. kör          | Serena Williams   | 1. kör         | Caroline Garcia  | 1. kör         | J Alekszandrova  | –              | –               |
| 2022       | –               | –                 | Selejtező (Q3) | Selejtező (Q3)   | –              | –                | 1. kör         | Sorana Cîrstea  |
| 2023       | 3. kör          | Caroline Garcia   | –              | –                | Selejtező (Q3) | Selejtező (Q3)   | 1. kör         | Cori Gauff      |
| 2024       | 2. kör          | Storm Hunter      | 1. kör         | Sofia Kenin      | 2. kör         | Jelena Ribakina  | 1. kör         | Maya Joint      |
| 2025       | 3. kör          | A Pavljucsenkova  | 1. kör         | Bondár Anna      | Negyeddöntő    | Arina Szabalenka |                |                 |

### Páros
| Grand Slam | Australian Open                | Australian Open                       | Roland Garros             | Roland Garros                       | Wimbledon                      | Wimbledon                             | US Open                  | US Open                               |
| Év         | Eredmény Partner               | Utolsó ellenfél                       | Eredmény Partner          | Utolsó ellenfél                     | Eredmény Partner               | Utolsó ellenfél                       | Eredmény Partner         | Utolsó ellenfél                       |
| 2015       | –                              | –                                     | –                         | –                                   | Selejtező (Q1)                 | Selejtező (Q1)                        | 2. kör Mona Barthel      | Csan Hao-csing Csan Jung-zsan         |
| 2016       | 1. kör Mona Barthel            | M Lučić-Baroni Barbora Strýcová       | 3. kör A-L Friedsam       | Caroline Garcia Kristina Mladenovic | 1. kör A-L Friedsam            | Martina Hingis Szánija Mirza          | 1. kör Mona Barthel      | J Makarova J Vesznyina                |
| 2017       | 2. kör Danka Kovinić           | Vania King J Svedova                  | –                         | –                                   | –                              | –                                     | –                        | –                                     |
| 2018       | –                              | –                                     | –                         | –                                   | –                              | –                                     | 3. kör Ljudmila Kicsenok | Barbora Krejčíková Kateřina Siniaková |
| 2019       | 1. kör Alekszandra Panova      | M Gaszparjan Daria Gavrilova          | 3. kör A-L Friedsam       | Babos Tímea Kristina Mladenovic     | 3. kör A-L Friedsam            | Barbora Krejčíková Kateřina Siniaková | 3. kör A-L Friedsam      | Gabriela Dabrowski Hszü Ji-fan        |
| 2020       | 1. kör A-L Friedsam            | Barbora Krejčíková Kateřina Siniaková | 2. kör Vera Zvonarjova    | Nicole Melichar Iga Świątek         | elmaradt                       | elmaradt                              | Győzelem Vera Zvonarjova | Nicole Melichar Hsz Ji-fan            |
| 2021       | 3. kör Vera Zvonarjova         | Elise Mertens Arina Szabalenka        | 3. kör Lucie Hradecká     | Magda Linette Bernarda Pera         | 3. kör Vera Zvonarjova         | Aojama Súko Sibahara Ena              | –                        | –                                     |
| 2022       | –                              | –                                     | 1. kör J Alekszandrova    | Caroline Garcia K Mladenovic        | –                              | –                                     | –                        | –                                     |
| 2023       | 1. kör Kirsten Flipkens        | A Potapova Jana Szizikova             | 1. kör Vera Zvonarjova    | Cori Gauff Jessica Pegula           | Negyeddöntő Vera Zvonarjova    | Marie Bouzková S Sorribes Tormo       | Döntő Vera Zvonarjova    | Gabriela Dabrowski Erin Routliffe     |
| 2024       | Negyeddöntő Barbora Krejčíková | Storm Hunter Kateřina Siniaková       | 3. kör Barbora Krejčíková | Giuliana Olmos Alekszandra Panova   | Negyeddöntő Barbora Krejčíková | Gabriela Dabrowski Erin Routliffe     | 3. kör B Haddad Maia     | Ljudmila Kicsenok Jeļena Ostapenko    |
| 2025       | 3. kör B Haddad Maia           | Gabriela Dabrowski Erin Routliffe     | 3. kör B Haddad Maia      | Sara Errani Jasmine Paolini         | 3. kör B Haddad Maia           | V Kugyermetova Elise Mertens          |                          |                                       |

## Év végi világranglista-helyezései
| Év     | 2002  | 2003 | 2004 | 2005 | 2006 | 2007 | 2008 | 2009 | 2010 | 2011 | 2012  | 2013 | 2014 | 2015 | 2016 | 2017 | 2018 | 2019 | 2020 | 2021 | 2022 | 2023 | 2024 |
| Egyéni | 1235. | 601. | 847. | 353. | 367. | 319. | 307  | 227. | 225. | 243. | 383.  | 235. | 161. | 90.  | 31.  | 69.  | 117. | 73.  | 50.  | 124. | 169. | 86.  | 84.  |
| Páros  | –     | –    | –    | 432  | 206. | 372. | 211. | 152. | 179. | 289. | 1083. | 488. | 232. | 44.  | 86.  | 128. | 80.  | 82.  | 41.  | 58.  | 27.  | 5.   | 21.  |